# Survivor Series: WarGames (2022)
L'édition 2022 des Survivor Series est un Premium Live Event de catch (lutte professionnelle) produit par la World Wrestling Entertainment, une fédération de catch américaine qui est télédiffusée, visible en paiement à la séance sur Peacock. L'évènement s'est déroulé le 26 novembre 2022, au TD Garden à Boston (Massachusetts). Il s'agit de la 36e édition des Survivor Series qui fait partie, avec le Royal Rumble, WrestleMania et SummerSlam du « Big Four », ainsi que la première édition à contenir la stipulation WarGames.

## Production
Survivor Series est un Premium Live Event annuel de catch professionnel qui a lieu tous les mois de novembre de chaque année depuis 1987. Depuis la première édition et celle de 2016 jusqu'à 2021, l'événement avait pour habitude d'organiser des Men's and Women's 5-on-5 Traditional Survivor Series Elimination Tag Team matchs, c'est-à-dire des matchs où des équipes de 5 catcheur(se)s de chaque division (Raw et SmackDown) s'affrontaient. Pour cette 36e édition, la précédente stipulation est remplacée par une nouvelle: le WarGames match qui a été utilisé par la division NXT entre 2017 et 2021.

## Contexte
Les spectacles de la World Wrestling Entertainment (WWE) sont constitués de matchs aux résultats prédéterminés par les scénaristes de la WWE. Ces rencontres sont justifiées par des storylines – une rivalité avec un catcheur, la plupart du temps – ou par des qualifications survenues dans les shows de la WWE telles que Raw, SmackDown et NXT. Tous les catcheurs possèdent une gimmick, c'est-à-dire qu'ils incarnent un personnage gentil (Face) ou méchant (Heel), qui évolue au fil des rencontres. Un événement comme Survivor Series est donc un événement tournant pour les différentes storylines en cours,.

## Tableau des matchs
| Ordre par numéros                                                                         | Résultat | Stipulation(s)                                             | Temps |
| ----------------------------------------------------------------------------------------- | --- | ---------------------------------------------------------- | ----- |
| 1                                                                                         | Bianca Belair, Alexa Bliss, Asuka, Mia Yim et Becky Lynch battent Damage CTRL (Bayley, Dakota Kai, IYO SKY), Nikki Cross et Rhea Ripley                 | Women’s WarGames match                                     | 39:40 |
| 2                                                                                         | AJ Styles (avec The Good Brothers) bat Finn Bálor (avec Damian Priest et Dominik Mysterio)                                                              | Match simple                                               | 18:25 |
| 3                                                                                         | Ronda Rousey (c) (avec Shayna Baszler) bat Shotzi par soumission                                                                                        | Match simple pour le WWE SmackDown Women's Championship    | 7:15  |
| 4                                                                                         | Austin Theory bat Seth "Freakin" Rollins (c) et Bobby Lashley                                                                                           | Triple Threat match pour le WWE United States Championship | 14:50 |
| 5                                                                                         | The Bloodline (Roman Reigns, The Usos, Solo Sikoa et Sami Zayn) bat The Brawling Brutes (Sheamus, Ridge Holland et Butch), Drew McIntyre et Kevin Owens | Men's WarGames match                                       | 38:35 |
| La lettre C placée entre parenthèses désigne la personne ou l’équipe championne en titre. | |                                                            |       |